# Aurila montereyensis
Aurila montereyensis is een mosselkreeftjessoort uit de familie van de Hemicytheridae. De wetenschappelijke naam van de soort is voor het eerst geldig gepubliceerd in 1928 door Skosberg.